# 106急行バス

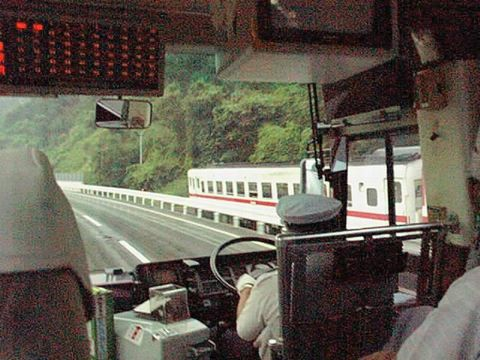
106急行バスと併走する山田線列車（106急行バス車内より）

106急行バス（ひゃくろくきゅうこうバス）とは、岩手県盛岡市と宮古市及び山田町を結ぶ、岩手県北自動車（岩手県北バス）が運行するバス路線の愛称である。主に国道106号を走行することから名付けられたものである。
本項では、2021年（令和3年）4月1日に運行を開始した106特急バス、2019年（令和元年）7月31日から2023年（令和5年）3月31日まで運行していた盛宮106特急（じょうくひゃくろくとっきゅう）についても併せて説明する。

## 概要
当路線は、1978年（昭和53年）から運行を開始している。2024年（令和6年）9月現在は、106急行バス、106特急バスが運行されている。

### 前史
岩手県の県庁所在地である盛岡市と、三陸海岸に位置する都市である宮古市を結ぶ区間には古くから旅客需要があり、1906年（明治39年）から乗合馬車の運行が行われていた。
路線バスとしては、1913年（大正2年）に盛宮自動車により運行が始まった。これは岩手県初の路線バスでもあった。この路線は1939年（昭和14年）の山田線の全通とともに運行廃止された。
1948年（昭和23年）のアイオン台風で山田線が不通になると、3年間にわたりバス代行輸送が行われた。このバス代行輸送の実績を鑑みた沿線市町村から、盛岡と宮古を直通する急行バス路線の運行に対する要望が高くなった。
1954年（昭和29年）に区界峠の悪路が改修されたことを契機に、県北バスがこの区間に対する路線の免許を申請し、1955年（昭和30年）6月に宮古と盛岡を結ぶ急行バスの路線が免許された。当時の所要時間は5時間程度で、宮古を午前4時に発車し、盛岡駅を9時に発車する東北本線の列車に接続させるなど、東北本線との接続を重視していた。

### 106急行バスの運行開始と成功
戦後になるとモータリゼーションの進展に伴い、地方の道路整備が急ピッチで行われることになった。国道106号も1970年代後半には全面的に完全舗装の2車線道路とし、カーブの改良やトンネルの新設が行われ、走行条件が大幅に改善された。一方で国道106号線に並走する山田線は、線形の悪さから大幅なスピードアップがなされなかった上、国鉄のローカル線合理化により運行本数が減少していた。
県北バスではこうした状況を鑑み、国道106号線の盛岡〜宮古区間に「列車より速く、マイカーより快適」というコンセプトの急行バスを運行することを決定した。使用車両はリクライニングシート・冷暖房完備・車内テレビを備えた最新型の観光バス車両を使用することとした。当時の鉄道やバスでは冷房車は少なく都市部で冷房の搭載が始まった程度であったことを考えれば破格のサービスレベルであり、当時の乗用車と比べても遜色のない快適性を確保するものでもあった。また、運賃は山田線の普通運賃と同程度の1,600円に設定した。これにより、山田線の列車に対してはスピード・値段・居住性のすべてを凌駕した。
ダイヤについても、盛岡着の夜行列車に接続して盛岡駅を6時に発車する など利便性を考慮した設定とした。また、乗客が多い際には無線で続行便を手配し、着席を保証した。
1978年（昭和53年）11月1日より、106急行の運行が開始された。運行開始当初のダイヤは1日6往復であったが、利用者増に伴い半年後の1979年（昭和54年）4月には2往復増便し、同年夏には季節運行便2往復も運行した。1980年（昭和55年）にはさらに4往復増便し、東北新幹線開業の直前の1982年（昭和57年）4月には1日14往復にまで増便された。

### 波及効果
106急行はその後も漸次増便され、盛岡〜宮古間の重要な公共交通の役割を担っている。
106急行の成功により運行事業者である県北バスの収益は大幅に増加した。106急行の収益で過疎路線の赤字を補填できるようになったことで、1979年（昭和54年）度から過疎路線バス維持の補助金を返上し、以後東北地方ではトップクラスの優良バス事業者となった。また、県北バスは1993年（平成5年）までは消費税転嫁以外にの運賃改定を行わなかった。
また、106急行バスの成功は、一般道路経由のバス路線でも道路条件と設定次第では鉄道路線に対して十分な競争力を持つことを示した。東北新幹線開業に伴い、東北地方では新幹線連絡のためのバス路線が多数開業したが、それらは106急行の運行体制やサービスを範としている。また、県北バスもそれらバス路線に積極的に参入している。

## 沿革
- 1978年（昭和53年）11月1日 - 運行開始。
- 1987年（昭和62年） - 特急便の運行を開始。
- 1988年（昭和63年）11月15日 - 特急便の運行を休止。
- 1989年（平成元年）4月22日 - 宮古駅前 - 岩手船越駅前間区間延長（2往復）。
- 1992年（平成4年）
  - 4月25日 - 106特急（後のスーパー特急に相当）運行開始。1日2往復（1往復は浄土ヶ浜乗り入れ、1往復は船越駅前発着）。
  - 10月 - 宅配業者（日本通運）と連携して「宅配バス」の運行開始。
- 1993年（平成5年）4月25日 - 急行便（1往復）が浄土ヶ浜に乗り入れ。鍬ヶ崎・前須賀乗り入れを廃止。
- 1995年（平成7年）頃 - 106特急を1日3往復に増便、計1日21往復となる。
- 1999年（平成11年）11月15日 - 急行便を1往復増便、計1日22往復となる。
- 2000年（平成12年）11月15日 - 船越駅前乗り入れがすべて急行便となる（3往復は変わらず）。
- 200x年 - 従来の106特急便を「スーパー特急」とし、途中停留所のある「特急便」を新設（3往復）。急行便（18往復）とあわせ1日24往復となる。盛岡駅前 - 盛岡バスセンター間の運賃を100円に値下げ。
- 2005年（平成17年）頃 - 一部便が盛岡駅西口（5番のりば）発着となる。
- 2008年（平成20年）7月26日 - 1往復を宮古駅前 - 奥浄土ヶ浜間を延長運行（ - 同年8月17日まで）。
- 2009年（平成21年）7月1日 - 上り便（盛岡行）の休憩箇所を箱石休憩所からやまびこ産直館に変更（同時に、盛岡行でのやまびこ産直館停留所での客扱いを開始）。あわせて同年9月30日までの限定で、「106+やまびこ産直館さわやかきっぷ」（片道乗車券+やまびこ産直館での買い物・食事に使用できる800円のサービス券付で2,500円）を販売[10]。
- 2010年（平成22年）4月17日 - 急行便を1往復減便。盛岡駅西口への乗り入れを廃止。バス停新設（片巣、根市）および改称（川井高校前→上川井）。
- 2011年（平成23年）
  - 3月16日 - 同年3月11日に発生した東北地方太平洋沖地震の影響により運休していたが、この日より宮古駅前 - 盛岡駅前間1日3往復が運行再開（途中無停車）。
  - 3月17日 - 1日6往復に増便、途中停留所における乗降扱いを再開。
  - 3月22日 - 1日8往復に増便。
  - 3月26日 - 1日9往復に増便。
  - 4月13日 - 1日12往復に増便。
  - 6月25日 - 1日15往復に増便。
  - 12月1日 - 1日16往復に増便。
- 2012年（平成24年）
  - 4月1日 - 朝の上り1便に限り、船越駅前 - 宮古駅前間の運行を再開。
  - 6月1日 - 1日17往復に増便。うち船越駅前発着は2往復。
- 2015年（平成27年）
  - 6月3日 - ヤマト運輸「宅急便」を後部スペースに積載する貨客混載バス（愛称・ヒトものバス）の運行を1日1往復で開始[11][12]。
  - 9月29日 - 貨客混載バス（愛称・ヒトものバス）がグッドデザイン賞受賞[13]。
- 2016年（平成28年）
  - 6月18日 - 一部便が浄土ヶ浜パークホテルまで延長[14]。
  - 8月31日 - 台風10号により、国道106号線に不通箇所が各地で発生したため全便運休。
  - 9月1日 - 遠野・釜石経由で臨時便5往復を運転（途中無停車）[15]。
  - 9月6日 - 盛岡駅前 - 川井間で通常便が1日3往復で運転再開。
  - 9月7日 - 川井 - 茂市間がJR山田線の臨時ダイヤと接続する形で運転再開。
  - 9月11日 - 全区間で通常運行再開。遠野・釜石経由の臨時便の運行終了[16]。
  - 12月17日 - 1日20往復に増便[17]。
- 2017年（平成29年）
  - 2月5日 - 山田町内における国道45号切り替え工事に伴い、山田中央町を休止し、代替として三日町を新設[18]。
  - 4月1日 - 山田駅前を新設した上で、船越駅前発着便を山田駅前に乗り入れ。山田郵便局前を南境田に、門馬小学校前を黒沢へそれぞれ名称変更[19]。
- 2018年（平成30年）
  - 1月9日 - 車内Wi-Fiサービスである「MICHINORI Free Wi-Fi」を全便でサービス開始[20]。
  - 3月17日 - 1日18往復に減便[21]。
  - 6月23日 - 宮古 - 室蘭間のフェリー運航開始に伴い、朝の上り1便を宮古港フェリーターミナル始発とする[22]。
  - 7月16日 - 盛岡市の洋菓子店「タルトタタン」と提携し、宮古産夏いちごを盛岡へ輸送する貨客混載を開始[23][24]。
  - 8月21日 - 一部便において、インターネット（ハイウェイバスドットコム）による便指定予約サービスを席数限定で開始[25][26]。
  - 10月7日 - 宮古 - 室蘭間フェリーの時刻変更に伴い、宮古港フェリーターミナルへの乗り入れを中止[27]。
  - 12月8日 - 宮古 - 室蘭間のフェリー時刻変更に伴い、朝の上り1便が再度宮古港フェリーターミナル始発となる[28]。
- 2019年（令和元年）
  - 7月31日 - この日よりダイヤ改正および2階建てバス1往復を「盛宮106特急」として運行開始[29]。また、朝の下り1便が新たに宮古港フェリーターミナル行となる（宮古駅前 - 宮古港フェリーターミナル間のみの利用は不可）[30]。急行便17往復、特急便1往復。
  - 10月1日 - 消費税率改定に伴い、運賃改定[31][32]。
- 2020年（令和2年）
  - 4月1日 - 1日17往復に減便。宮古 - 室蘭間のフェリー寄港中止に伴い、宮古駅前 - 宮古港フェリーターミナル間の運行を休止[33]。
  - 4月6日 - 新型コロナウイルスの影響により、この日より同年5月6日までの予定（実際は5月1日まで）で特別ダイヤ（急行便14往復、特急便1往復）で運行[34]。
  - 5月2日 - この日より当面の間、新たな特別ダイヤ（平日急行10往復＋特急1往復、土休日急行7往復）で運行[35]。
  - 6月22日 - この日より当面の間、新たな特別ダイヤ（平日急行11往復＋特急1往復、土休日急行8往復＋特急1往復）で運行[35]。
  - 9月28日 - 車内キャッシュレス決済を開始[36]。
  - 12月26日 - 宮古盛岡横断道路の一部（区界道路）開通に伴い、盛宮106特急と106急行（一部便）を区界道路経由に変更、所要時間を短縮。運行回数は変更なし[37][38]。
- 2021年（令和3年）
  - 4月1日 - 宮古盛岡横断道路の復興支援道路区間全線開通に伴い、所要時間を約40分短縮。急行便6往復を特急便（全線横断道を走行）に変更し、平日盛宮106特急1往復＋特急6往復＋急行5往復、土休日盛宮106特急1往復＋特急5往復＋急行3往復に変更。あわせて運賃（繁忙期を除く）を改訂[39][40]。
  - 11月6日 - 土曜・日曜・祝日の1往復を杜の道南（イオンモール盛岡南に近接）に延伸し、平日のみ運行の特急便を毎日運行に変更[41]。
- 2022年（令和4年）
  - 2月19日 - 特急便・急行便に「iGUCA（イグカ）」を導入すると同時に、交通系ICカード全国相互利用サービスによるICカードの利用が可能となる[42]。
  - 7月16日 - 特急便1往復がシートピアなあどに乗り入れ[43]。
  - 8月1日 - 特急便・盛宮106特急の運賃を改定[44]。
- 2023年（令和5年）
  - 3月31日 - 盛宮106特急の運行を終了[45]。
  - 4月1日 - 盛宮106特急を通常の特急便に変更[45]。
- 2024年（令和6年）
  - 4月1日 - 並走するJR山田線の乗車券で利用可能とする実証実験を、翌年3月末までの予定で開始（後述）[46]。
- 2025年（令和7年）
  - 2月17日 - 国土交通省が独占禁止特例法に基づき、岩手県北自動車とJR東日本の共同経営を認可[47]。JR乗車券による利用が2030年まで継続されることとなった。

## 所管営業所
盛岡南営業所
- 岩手ナンバーまたは盛岡ナンバー
- 貨客混載バス（愛称：ヒトものバス）も担当。
- ヒトものバス以外の車両はヨーデル号、みちのく号など県外への高速バスと共通運用される[48]。

宮古営業所
- 岩手ナンバー
- 盛宮106特急（スカニア・アストロメガ）も担当していた[49]

宮古営業所山田支所
- 岩手ナンバー
- 船越駅前発着便のみ担当。

※ 多客期の続行便には貸切車など他営業所の車両も応援に入ることがある。

## 現行の運行系統
※ 2023年（令和5年）4月1日現在

### 106急行バス
盛岡駅前（東口） - 中央通二丁目 - 県庁市役所前 - 盛岡バスセンター - 茶畑公園 - 築川支所前 - 区界 - 黒沢 - 松草 - やまびこ産直館前 - 川内 - 箱石 - 川井 - 茂市 - 蟇目 - 千徳駅前 - 下千徳 - 宮古駅前 - 上磯鶏 - 山田駅前 - 船越駅前

### 106特急バス
盛岡駅前（東口） - 茶畑公園、千徳駅前 - 宮古駅前はクローズドドアシステム区間となる。
凡例 ○：乗車のみ取り扱い ●：降車のみ取り扱い ◎：乗降ともに取り扱い
| 所在地 | 所在地         | 停留所名         | 106特急バス | 106特急バス | 備考                              |
| 所在地 | 所在地         | 停留所名         | 盛岡 ↓ 宮古 | 盛岡 ↑ 宮古 | 備考                              |
| ------ | -------------- | ---------------- | ----------- | ----------- | --------------------------------- |
| 岩手県 | 盛岡市         | 杜の道南         | ○           | ●           | 土曜・日曜・祝日の1往復のみ発着   |
| 岩手県 | 盛岡市         | 盛岡駅前（東口） | ○           | ●           | 7番のりば発着                     |
| 岩手県 | 盛岡市         | 中央通二丁目     | ○           | ●           |                                   |
| 岩手県 | 盛岡市         | 県庁・市役所前   | ○           | ●           |                                   |
| 岩手県 | 盛岡市         | 盛岡バスセンター | ○           | ●           |                                   |
| 岩手県 | 盛岡市         | 茶畑公園         | ○           | ●           |                                   |
| 岩手県 | 宮古市         | 黒沢             | ◎           | ◎           |                                   |
| 岩手県 | 宮古市         | やまびこ産直館   | ◎           | ◎           |                                   |
| 岩手県 | 宮古市         | 蟇目             | ◎           | ◎           |                                   |
| 岩手県 | 宮古市         | 千徳駅前         | ●           | ○           |                                   |
| 岩手県 | 宮古市         | 下千徳           | ●           | ○           |                                   |
| 岩手県 | 宮古市         | 宮古駅前         | ◎           | ◎           | 盛岡駅前行は6番のりば発           |
| 岩手県 | 宮古市         | シートピアなあど | ◎           | ◎           | 特急便1往復のみ停車（始発・終着） |
| 岩手県 | 宮古市         | 上磯鶏           | ◎           | ◎           |                                   |
| 岩手県 | 宮古市         | 川帳場           | ◎           | ◎           |                                   |
| 岩手県 | 下閉伊郡山田町 | 豊間根           | ◎           | ◎           |                                   |
| 岩手県 | 下閉伊郡山田町 | 山田駅前         | ◎           | ◎           |                                   |
| 岩手県 | 下閉伊郡山田町 | 織笠大橋         | ◎           | ◎           |                                   |
| 岩手県 | 下閉伊郡山田町 | 船越駅前         | ◎           | ◎           |                                   |

### のりば
- 盛岡駅前（東口）：7番のりば
- 盛岡バスセンター：宮古方面 ななっく向かい・盛岡駅方面 日専連向かい
- 宮古駅前
  - 盛岡駅前行：6番のりば
  - 船越駅前行：2番のりば

## 過去の運行系統

### 106急行バス
主要停留所記載
- 盛岡駅前（東口） - （現在と同ルート） - 宮古駅前 - シートピアなあど（盛岡行のみ） - 浄土ヶ浜ターミナルビル - 奥浄土ヶ浜
- 盛岡駅西口 - 盛岡駅前（東口） - （現在と同ルート） - 宮古駅前
- 盛岡駅前（東口） - （現在と同ルート） - 宮古駅前 - 浄土ヶ浜パークホテル
- 盛岡駅前（東口） - （現在と同ルート） - 宮古駅前 - 宮古港フェリーターミナル

### 106特急バス
停車停留所記載
- 盛岡駅東口 - 中央通二丁目 - 県庁・市役所前 - 盛岡バスセンター - 茶畑公園 - やまびこ産直館前 - 川井 - 茂市 - 千徳駅前 - 下千徳 - 宮古駅前（←信用金庫前←浄土ヶ浜ターミナル←浄土ヶ浜パークホテル）

### 106スーパー特急バス
停車停留所記載
- 盛岡駅東口 - 中央通二丁目 - 県庁市役所前 - 盛岡バスセンター - 宮古駅前（→浄土ヶ浜パークホテル）

### 盛宮106特急
停車停留所記載
1日1往復（2階建てトイレ付車両で運行だった。）クローズドドアシステムが適用されていた。
凡例 ○：乗車のみ取り扱い ●：降車のみ取り扱い ◎：乗降ともに取り扱い
| 所在地 | 所在地 | 停留所名             | 盛宮106特急 | 盛宮106特急 | 備考                    |
| 所在地 | 所在地 | 停留所名             | 盛岡 ↓ 宮古 | 盛岡 ↑ 宮古 | 備考                    |
| ------ | ------ | -------------------- | ----------- | ----------- | ----------------------- |
| 岩手県 | 盛岡市 | 盛岡駅前（東口）     | ○           | ●           | 7番のりば発着           |
| 岩手県 | 盛岡市 | 県庁・市役所前       | ○           | ●           |                         |
| 岩手県 | 宮古市 | やまびこ産直館       | ◎           | ◎           |                         |
| 岩手県 | 宮古市 | 宮古駅前             | ●           | ○           | 盛岡駅前行は6番のりば発 |
| 岩手県 | 宮古市 | 浄土ヶ浜パークホテル | ●           | ○           |                         |

## 運行回数
※ 2021年（令和3年）4月1日現在

### 106急行バス
1日平日5往復・土休日3往復

### 106特急バス
1日平日6往復・土休日5往復。うち1往復は貨客積載バス（ヒトものバス）で運行。

## 乗車券

### 乗車の仕方

#### 106特急・急行バス
原則、先着順の座席定員制であるが、8時台〜17時台に盛岡駅前・宮古駅前を発車し、盛岡駅前⇔宮古駅前を利用する場合のみ事前予約が可能（途中停留所の利用は予約不可）。
多忙期には続行便を出すことがある。特急便は多忙期は運賃が200円増しとなる。
「iGUCA」の他にも、岩手県交通の「Iwate Green Pass」などの交通系ICカード全国相互利用サービスによるICカードが利用可能。「iGUCA」（記名式のみ）、「Iwate Green Pass」などの他の地域連携ICカード（記名式のみ）、「My Suica」、「モバイルSuica」によるオートチャージが利用可能。
上磯鶏～船越駅前間は別系統として取り扱うため、盛岡駅前～宮古駅前の各停留所と上磯鶏～船越駅前間を跨がって乗車する場合は一旦宮古駅前で精算を行う。
現金払いの場合は基本的に乗車時に整理券を取り、下車時に運賃表示機を確認のうえ運賃を支払う。ICカード払いの場合は乗車時に整理券を取らずに、ICカードをカードリーダーにタッチし、下車時に運賃箱にあるカードリーダーにICカードをタッチする。
キャッシュレス決済の場合は、乗車時に整理券を取り、下車時に運賃箱に備え付けられているタブレット端末（小田原機器が開発した「SELF」）に表示される整理券番号表示画面に乗車した停留所の整理券番号をタップし、人数確認画面で利用人数を入力してタップする。決済方法を選択し、カードまたはQRコードをかざせば精算終了となる。当初はVisaのタッチ決済、PayPay、Alipayに対応し、LINE Pay、楽天ペイは2020年11月に対応。
盛岡駅県北バス案内所、宮古駅前案内所自動券売機で乗車券を発売している。

#### 盛宮106特急(廃止)
全席座席指定制で事前予約が必要であり、オンライン（ハイウェイバスドットコム）で予約を受け付けていた。
当日乗車する際には、盛岡駅県北バス案内所、宮古駅前バス案内所、浄土ヶ浜パークホテルで座席指定をしていた。
途中停留所の県庁・市役所前、やまびこ産直館から予約なしで乗車する際には、空席がある場合、運転士から座席指定を受ける必要があった。
座席は、料金が異なる2階前方の「ワイドビューシート」（6席）、1階部分の「ビジネスシート」（6席）、2階前方以外の「スタンダードシート」（41席）の中から選べた。
スカニア・アストロメガが定期点検を行う場合は、通常の106急行バス車両に車両変更され、全席予約不要の自由席となっていた。

### 各種割引乗車券など
「106急行往復乗車券」 - 設定区間は盛岡駅 - 宮古駅間、中央通二丁目・盛岡バスセンター - 宮古駅間で7日間有効。
「106急行・三陸鉄道観光フリーパス」 - 106急行バス往復乗車券と三陸鉄道北リアス線フリー乗車券がセットになった割引乗車券（バス往復券7日間、三鉄フリー乗車券2日間有効）。盛岡駅県北バス窓口、盛岡バスセンターで発売。
「106急行バス・アーバン号乗り継ぎ往復割引乗車券」 - 106急行バスとアーバン号を乗り継いで利用できる割引乗車券（6日間有効）。宮古駅前案内所で発売。
「盛岡⇔宮古駅前往復乗車券＋ホテルブライトイン盛岡1泊宿泊券」 - 106急行バス往復乗車券とホテルブライトイン盛岡1泊宿泊券がセットになった割引乗車券。宮古駅前バス案内所、ホテルブライトイン盛岡で販売。
「106急行＆カーシェアお得なセットプラン」 - 106急行バス往復乗車券と宮古でのカーシェアがセットになった割引乗車券。
「盛岡駅⇔宮古駅（106急行） WEB専用回数券」 - 106急行バスのオンライン予約でのみ使用できるWEB専用の回数乗車券。事前登録が必要。盛宮106特急便は利用できない（106急行バスのみ利用可能）。
「盛宮106特急往復きっぷ」 - 宮古駅⇔盛岡駅を、往路は宮古駅発の盛宮106特急を、復路は盛岡駅発の盛宮106特急または106急行バス（発売当日の各便に利用可能）が利用できる割引乗車券（発売当日のみ有効）。盛宮106特急のワイドビューシートとビジネスシートは差額を支払うことで利用可能。宮古駅前案内所で発売。
「106急行往復乗車券利用者限定イオン盛岡南1日フリーきっぷ」 - 盛岡市内で運行しているE31系統・E32系統の盛岡駅口 - 盛岡駅西口 - イオンモール盛岡南が利用可能のフリー乗車券（発売当日のみ有効）。但し、盛岡バスセンター - 盛岡駅口並びにイオンモール盛岡南 - 盛岡南営業所は利用できない。「106急行往復乗車券」並びに「盛宮106特急往復きっぷ」を購入する場合に発売する。宮古駅前案内所で発売。
「岩手県立中央病院バス&タクシー通院セットプラン」 - 106特急・急行、岩手県立中央病院までの専用タクシー（ヒノヤタクシーが運行）、E01系統の県立中央病院 - 盛岡駅西口の各乗車券がセットになった割引乗車券。盛岡駅から岩手県立中央病院までの往路は専用タクシーを、岩手県立中央病院から盛岡駅までの復路はE01系統をそれぞれ利用する。利用には岩手県立中央病院の診察券または予約券が必要で、乗車前日までの予約が必要。宮古駅前案内所で発売。
「iGUCA乗継割引」 - 岩手県北バスの一般路線の「iGUCA」による乗継と同様に、106特急・急行を「iGUCA」で利用して、岩手県北バスの一般路線に60分以内に乗り継ぐ場合（岩手県北バスの一般路線を「iGUCA」で利用して、106特急・急行へ60分以内に乗り継ぐ場合も可能）、乗継先のバスの運賃が割引となる。但し、JRバス東北が運行している早坂高原線と白樺号は乗継割引の対象外となる。

## 貨客混載
旅客輸送の便で宅急便輸送が行われている。盛岡 → 宮古間の往路便のみ行っており、ヤマト運輸盛岡西支店にて宅急便を積載し（岩手県北バス盛岡南営業所→ヤマト運輸盛岡西支店→盛岡駅前は回送扱い）、宮古駅前で乗客を降ろした後にヤマト運輸宮古支店まで回送して荷卸し、その後宮古 → 重茂の路線バス車両に積み替え、岩手県北バス宮古営業所重茂車庫でヤマト運輸の配送車に再度積み替え配達することにより重茂地区への配達スピードアップを実現している。なお宮古 → 盛岡の復路便では宅急便の積載は行わない。
2018年（平成30年）から夏季限定で、宮古市津軽石で朝収穫された「夏いちご」を、盛岡の洋菓子店「タルトタタン」に輸送する取り組みが行われている。朝、収穫されたいちごを生産者が岩手県北バス宮古営業所に持ち込み、106急行バスの床下のトランクに積載される。その後、通常便とともに運ばれ、盛岡市のタルトタタン本店の最寄停留所「茶畑公園」で従業員に引き渡しを行っている。
かつては、日本通運と連携し盛岡 - 宮古間を即日配達する「106急行宅配便」を行っていた。

## その他
チャイルドシートのレンタルを行っているほか（チャイルドシートレンタルは事前予約制）、一般路線バスと同様にベビーカーでの乗車もできる。
盛岡駅 - 盛岡バスセンター相互間は、岩手県交通が運行している盛岡都心循環バス「でんでんむし」にあわせて、他の岩手県北バス一般路線バスも同様に、運賃が100円である（但し、盛岡市内にて乗降制限のある盛宮106特急は対象外）。
全ての便で、車内Wi-Fiサービスである「MICHINORI Free Wi-Fi」が使用できる。ただし、宮古市の旧川井村域の一部と旧新里村域の一部において通信が困難な地域がある。
JR山田線が不通になったり、区界 - 千徳間で列車の運転が打ち切られたり、昼間の工事により山田線が運休となった場合は106急行バスで振替輸送を行う場合がある。振替輸送を行う便は、状況によってはJRが振替輸送便を指定する場合があり。満席の場合は指定された便の次便への乗車を案内する場合もある。2015年（平成27年）12月11日に発生した山田線内の事故に関して、岩手日報は「盛岡 - 宮古間は県北自動車・106急行バスで代替輸送を行なう」旨の記事をWebで示している。

### JRとの共同経営
人口減少などで公共交通の経営基盤が揺るがされる中で、2024年（令和6年）4月1日から、並走するJR山田線の乗車券を利用して106急行バスへの乗車を可能とする実証実験が開始され、2025年（令和7年）には独占禁止特例法に基づく、106急行バスと山田線についての共同経営が行われることとなった。関係法令の性格上「共同経営」となっているが、実際にはJRの乗車券で106急行バスが利用できる社会実験という立ち位置であり、106急行バスの乗車券でJR山田線を利用することなどはできない。
なお、山田線の駅のうち、上盛岡駅・山岸駅・上米内駅は106急行バスと並行しないため共同経営の対象から除外されるほか、盛岡バスセンターや中央通二丁目などでは乗降できない。さらに106急行バスを利用可能なJR乗車券は普通乗車券・回数乗車券・定期乗車券と、フリーパスタイプやえきねっとQチケを除いた特別企画乗車券とされている。

### 過去の取り組み
盛岡行は2009年（平成21年）6月30日まで「箱石休憩所」（ここで客扱いはせず、乗降バス停は少し先の「箱石」バス停となっていた）にてトイレ休憩を行っていた。
スーパー特急便では座席指定料金200円が必要（ただし、座席は指定席ではない。また、専用車が車両点検の場合は一般車両で運転される場合があり、その場合は座席指定料金200円は不要となる）であった。なお、トイレ付き車両のため途中休憩はなかった。また盛岡市内についてはクローズドドアシステムが適用されるため、宮古行の場合は盛岡駅→盛岡バスセンターのみの降車、盛岡行の場合は盛岡バスセンター→盛岡駅のみの乗車はできなかった。

## 車両
基本的に55人乗り ハイデッカー車両（UDトラックス（旧:日産ディーゼル）・スペースアロー、日野・セレガ、三菱ふそう・エアロバス、三菱ふそう・エアロエース）が使用されるが、一部便にはトイレ付車両が使用される（トイレ付き車両充当便は時刻表に明示されている）。
2019年（令和元年）7月より運行された「盛宮106特急」では、スカニア・アストロメガ（定員54人、トイレ付）が運用されている。

### 車両のギャラリー

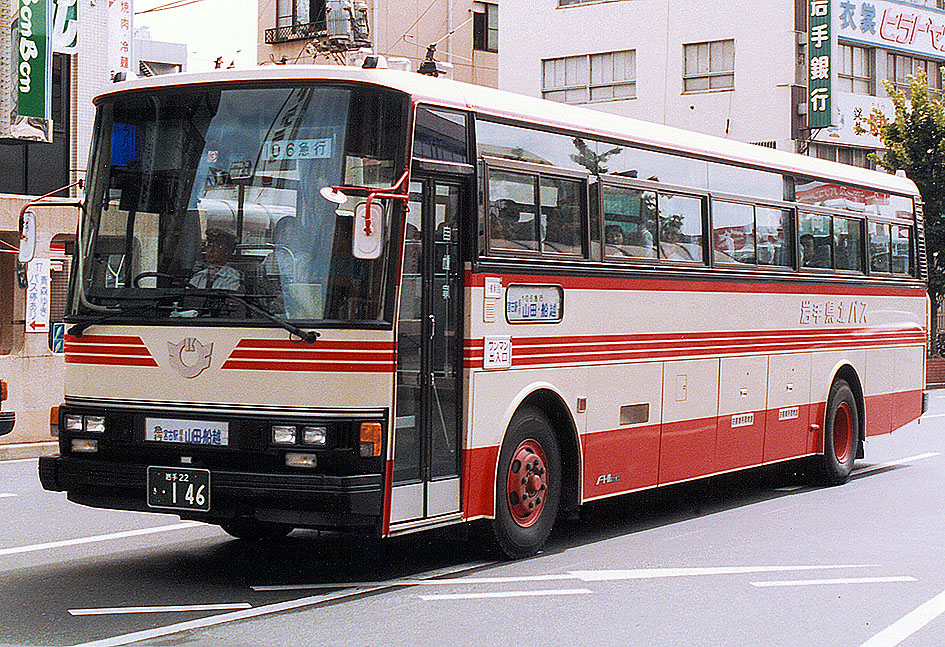
1991年頃の106急行 日産ディーゼルP-RA53TE
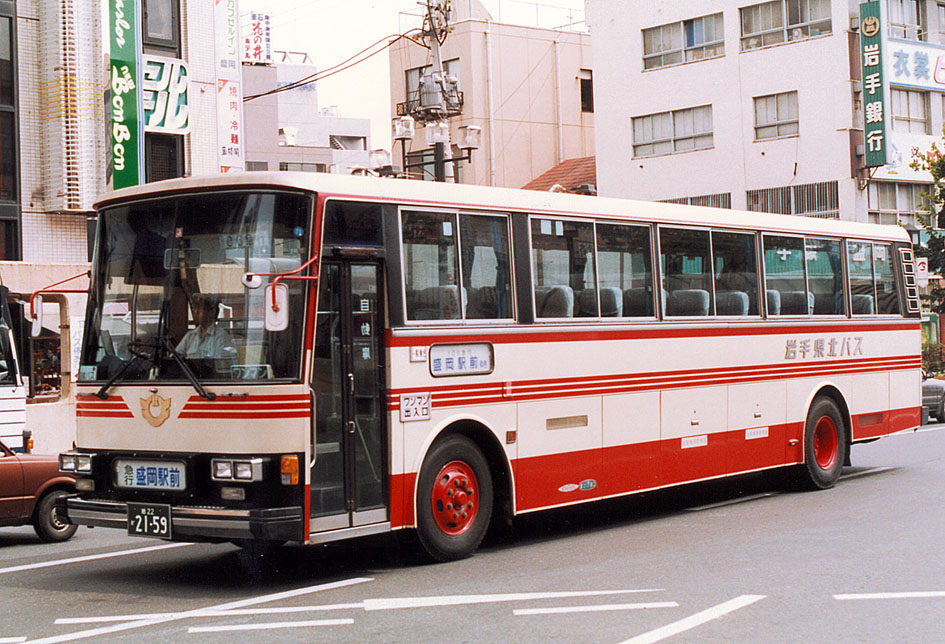
1991年頃の106急行 日産ディーゼルP-RA52T
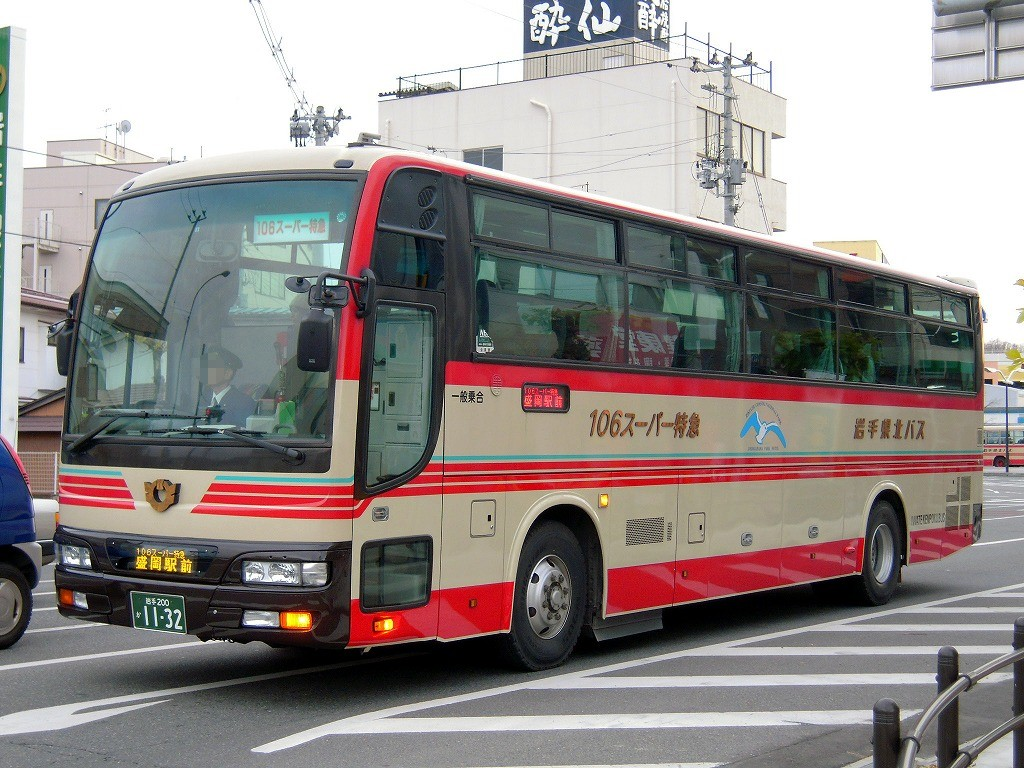
かつて運行されていた106スーパー特急専用車両 日産ディーゼルPKG-RA274RBN

## 注記
1. ↑  鈴木文彦『岩手のバス いまむかし』、12頁。
2. ↑  鈴木文彦『岩手のバス いまむかし』、26頁。
3. ↑  鈴木文彦『岩手のバス いまむかし』、27頁。
4. 1 2  鈴木文彦『岩手のバス いまむかし』、74頁。
5. 1 2  鈴木文彦『岩手のバス いまむかし』、75頁。
6. ↑  106急行バスの盛岡駅前 - 宮古駅前間の総延長は94.1kmだが、並行する山田線の盛岡 - 宮古間の直通列車は1日4往復しかなく、しかも盛岡 - 宮古間の直通列車の盛岡発の最初の列車の時刻は11時台である他、営業キロは102.1kmで、盛岡 - 宮古間のJR定期券は購入できない。
7. ↑  鈴木文彦『岩手のバス いまむかし』、65頁。
8. ↑  『ユーザー訪問:岩手県北自動車』ぽると出版〈バスラマ・インターナショナル20〉、29頁。
9. ↑  『ユーザー訪問:岩手県北自動車』ぽると出版〈バスラマ・インターナショナル20〉、34頁。
10. ↑  岩手県北バスニュース&トピックス 2009年6月24日 (PDF)
11. 1 2  路線バスを活用した宅急便輸送「貨客混載」の開始について ヤマト運輸・岩手県北バス 2015年6月3日
12. ↑  路線バスで荷物も輸送 県北自動車とヤマト運輸 岩手日報 2015年6月4日
13. ↑  貨客混載バス(ヒトものバス)が、「2015 年度 グッドデザイン賞」を受賞 岩手県北バス 2015年9月29日
14. ↑  “H28.6.18（土）盛岡⇔宮古線（106急行バス）が浄土ヶ浜パークホテルに乗り入れます!”.   岩手県北自動車 (2016年6月8日). 2016年6月14日閲覧。
15. ↑  “宮古⇔盛岡間（106急行バス）の臨時運行について”.   岩手県北自動車 (2016年8月31日). 2016年8月31日閲覧。
16. ↑  “宮古⇔盛岡間（106急行バス）／宮古・山田⇔東京間（BEAM-1号）の通常ダイヤ運行再開について（9/11運行分～）”.   岩手県北自動車 (2016年9月10日). 2016年9月18日閲覧。
17. ↑  “盛岡～宮古間（106急行バス）3往復増便のお知らせ（H28.12.17～）”.   岩手県北自動車 (2016年12月5日). 2016年12月25日閲覧。
18. ↑  “道路工事に伴う、山田町内の停留所変更のお知らせ（H29.2.5〜）”.   岩手県北自動車 (2017年2月3日). 2017年2月9日閲覧。
19. ↑  “盛岡～宮古・船越間（106急行バス）時刻改正とバス停変更お知らせ（H29.4.1実施）”.   岩手県北自動車 (2017年3月24日). 2017年3月25日閲覧。
20. 1 2  “宮古～盛岡間急行バス（106急行）で無料Wi-Fiサービスを開始!”.   岩手県北自動車 (2018年1月9日). 2018年8月20日閲覧。
21. ↑  “盛岡～宮古・船越線（106急行バス）ダイヤ改正のお知らせ（H30.3.17実施）”.   岩手県北自動車 (2018年3月1日). 2018年8月16日閲覧。
22. ↑  “宮古⇔室蘭 間のフェリー就航に伴う、アクセスバスの運行について（H30.6.22～）”.   岩手県北自動車 (2018年6月15日). 2018年8月16日閲覧。
23. 1 2  “摘みたて夏いちご、バスで宮古から盛岡へ--翌日にはケーキとして店頭に--”.   岩手県北自動車・タルトタタン (2018年7月6日). 2018年8月19日閲覧。
24. 1 2  “宮古のイチゴ、106急行で盛岡へ 県北バス16日スタート”. 岩手日報. (2018年7月13日) 2018年8月20日閲覧。
25. 1 2  “「宮古～盛岡間急行バス（106急行）」でWEBからの便指定事前予約サービスを開始!”.   岩手県北自動車 (2018年8月7日). 2018年8月19日閲覧。
26. 1 2  “106急行にネット予約 県北バス21日運行分から導入”. 岩手日報. (2018年8月7日) 2018年8月20日閲覧。
27. ↑  “宮古⇔室蘭フェリーのダイヤ改正に伴うアクセスバスの時刻変更について（H30.10/7〜）”.   岩手県北自動車 (2018年10月4日). 2018年10月28日閲覧。
28. ↑  “宮古〜盛岡間急行バス（106急行）一部時刻変更のお知らせ（H30.12/8〜）”.   岩手県北自動車 (2018年11月29日). 2018年12月9日閲覧。
29. ↑  “盛岡〜宮古線での2階建てバス「盛宮106特急」の運行開始とダイヤ改正のお知らせ（2019.7/31〜）”.   岩手県北自動車 (2019年7月3日). 2019年7月14日閲覧。
30. ↑  “宮古⇔室蘭フェリー アクセスバスの運行時刻変更について（2019.7/31～）”.   岩手県北自動車 (2019年7月24日). 2019年8月10日閲覧。
31. ↑  “消費税率改定に伴う運賃改定について（一般路線・106急行）”. 岩手県北自動車 (2019年9月17日). 2019年11月7日閲覧。
32. ↑  “盛岡⇔宮古間/106急行バス お得な乗車券の価格改定について（2019.10/1〜）”. 岩手県北自動車 (2019年9月17日). 2019年11月7日閲覧。
33. ↑  “盛岡～宮古・船越線（106急行）時刻改正のお知らせ（2020.4/1実施）”.   岩手県北自動車 (2020年3月12日). 2020年4月4日閲覧。
34. ↑  “【106急行】新型コロナウイルスの影響による特別ダイヤでの運行について（2020.4/15現在）”.   岩手県北自動車 (2020年4月15日). 2020年4月25日閲覧。
35. 1 2  “【106急行】新型コロナウイルスの影響による特別ダイヤでの運行について（2020.6/17現在）”.   岩手県北自動車 (2020年6月17日). 2020年6月28日閲覧。
36. 1 2  “岩手県北バス：高速バスにおけるキャッシュレス決済の展開” (PDF). みちのりホールディングス、岩手県北バス、小田原機器 (2020年9月23日). 2020年9月26日閲覧。
37. ↑  “106急行 26日にルート変更　県北バス、最大20分短縮”. 岩手日報. (2020年12月19日) 2021年1月3日閲覧。
38. ↑  “【宮古～盛岡間急行バス（106急行）】運行ルート変更と時刻改正のお知らせ（2020.12/26～）”.   岩手県北自動車 (2020年12月17日). 2021年1月3日閲覧。
39. ↑  “【宮古～盛岡線（106特急・急行）】宮古盛岡横断道路全線開通に伴う時刻・運賃の改定についてのお知らせ（2021.4/1～）”.   岩手県北自動車 (2021年3月23日). 2021年4月25日閲覧。
40. ↑  “横断道路開通で平日7便40分短縮 「106急行」4月ルート変更”. 岩手日報. (2021年3月30日) 2021年3月30日閲覧。
41. ↑  “【宮古～盛岡線（106特急・急行）】土曜・日曜・祝日の一部延伸と運行回数変更のお知らせ（2021.11/6～）”.   岩手県北自動車 (2021年11月2日). 2021年11月6日閲覧。
42. ↑  “地域連携ICカード「iGUCA（イグカ）」サービス開始のお知らせ”.   岩手県北自動車 (2022年1月24日). 2022年7月16日時点のオリジナルよりアーカイブ。2022年2月19日閲覧。
43. ↑  “【宮古～盛岡線（106特急・急行バス）】「シートピアなあど」乗り入れ開始のお知らせ（2022.7/16実施）”.   岩手県北自動車 (2022年7月5日). 2022年7月16日時点のオリジナルよりアーカイブ。2022年7月16日閲覧。
44. ↑  “宮古～盛岡間「106特急・盛宮106特急」運賃改定のお知らせ（2022.8/1実施）”.   岩手県北自動車 (2022年7月19日). 2022年10月30日閲覧。
45. 1 2  岩手県北バス 盛岡～宮古間での２階建てバス車両の運行を終了します
46. ↑  JR山田線乗車券での106特急・急行バス乗降について（2024.4/1～2025.3/31） 岩手県北自動車、2025年1月10日（2025年2月25日閲覧）。
47. 1 2  岩手県県央部・沿岸部間にて、バス事業者と鉄道事業者間の共同経営がスタートします ～JR乗車券類で、並行するバス路線の乗車が可能となり、乗車機会が拡大～ 国土交通省、令和7年2月17日（2025年2月25日閲覧）。
48. ↑  但しアーバン号専用車両などは運用の都合上、106急行など他路線には充当されない
49. 1 2  東北初のスカニア製二階建てバスは、復興への夢も乗せて走り出す 〜岩手県北自動車株式会社様〜 SCANIA GRIFF IN MAGAZINE 2019年7月19日
50. ↑  “【iGUCA】ビューカードでのオートチャージ開始のお知らせ（2025.4/1～）”.   岩手県北自動車株式会社 (2025年4月1日). 2025年4月6日閲覧。
51. ↑  “地域連携ICカード「iGUCA（イグカ）」ご利用ガイド”.   岩手県北自動車 (2022年2月14日). 2022年7月16日時点のオリジナルよりアーカイブ。2022年2月19日閲覧。
52. ↑  “盛岡駅⇔宮古駅（106急行） WEB専用回数券新設のお知らせ（2019.8/31〜)” (2019年8月21日). 2019年9月13日閲覧。
53. 1 2  “「盛宮106特急往復きっぷ」＆「106急行往復乗車券利用者限定イオン盛岡南1日フリーきっぷ」販売開始のお知らせ” (2020年1月27日). 2020年2月21日閲覧。
54. ↑  NEWS LETTER Vol.18 ヤマトホールディングス 2015年12月
55. ↑  チャイルドシート貸出とベビーカーでのバス乗車! 岩手県北バス 2011年8月1日
56. ↑  昼間集中工事の実施に伴う列車の運休について東日本旅客鉄道盛岡支社 2023年1月30日
57. ↑  山田線の年内復旧断念 JR盛岡、急行バスで代替へ - 岩手日報WebNews、2015年12月18日、2015年12月30日閲覧
58. ↑  但し、「貨客混載バス」は、後部が貨物スペースとなるため、座席定員は32名となる。
59. ↑  “盛岡ー宮古 ２階建てバス運行へ”.   NHK NEWS WEB. 2019年4月6日閲覧。